# Nesopupa
Nesopupa es un género de molusco gasterópodo de la familia Pupillidae en el orden Stylommatophora.

## Especies
Las especies de este género son:
- Nesopupa alloia Cooke & Pilsbry, 1920
- Nesopupa anceyana Cooke & Pilsbry, 1920
- Nesopupa bacca Pease, 1871
- Nesopupa baldwini Ancey, 1904
- Nesopupa bishopi Cooke & Pilsbry, 1920
- Nesopupa dispersa Cooke & Pilsbry, 1920
- Nesopupa dubitabilis Cooke & Pilsbry, 1920
- Nesopupa eapensis[1]
- Nesopupa forbesi Cooke & Pilsbry, 1920
- Nesopupa infrequens Cooke & Pilsbry, 1920
- Nesopupa kauaiensis Cooke & Pilsbry, 1920
- Nesopupa limatula Cooke & Pilsbry, 1920
- Nesopupa litoralis Cooke & Pilsbry, 1920
- Nesopupa madgei Peile, 1936[2]
- Nesopupa newcombi Cooke & Pilsbry, 1920
- Nesopupa oahuensis Cooke & Pilsbry, 1920
- Nesopupa plicifera Ancey, 1904
- Nesopupa ponapica (Möllendorff, 1900)[3]
- Nesopupa quadrasi[4]
- Nesopupa rarotonga Brook, 2010[5]
- Nesopupa rodriguezensis Connolly, 1925[6]
- Nesopupa singularis Cooke & Pilsbry, 1920
- Nesopupa subcentralis Cooke & Pilsbry, 1920
- Nesopupa thaanumi Ancey, 1904
- Nesopupa turtoni Smith, 1892[7]
- Nesopupa waianensis Cooke & Pilsbry, 1920
- Nesopupa wesleyana Ancey, 1904